# Municipio de Salt River (condado de Audrain)
El municipio de Salt River (en inglés: Salt River Township) es un municipio ubicado en el condado de Audrain en el estado estadounidense de Misuri. En el año 2010 tenía una población de 9497 habitantes y una densidad poblacional de 32,83 personas por km².

## Geografía
El municipio de Salt River se encuentra ubicado en las coordenadas 39°12′13″N 91°55′1″O / 39.20361, -91.91694. Según la Oficina del Censo de los Estados Unidos, el municipio tiene una superficie total de 289.3 km², de la cual 286.94 km² corresponden a tierra firme y (0.82%) 2.36 km² es agua.

## Demografía
Según el censo de 2010, había 9497 personas residiendo en el municipio de Salt River. La densidad de población era de 32,83 hab./km². De los 9497 habitantes, el municipio de Salt River estaba compuesto por el 91.13% blancos, el 4.93% eran afroamericanos, el 0.24% eran amerindios, el 0.39% eran asiáticos, el 0.01% eran isleños del Pacífico, el 1.42% eran de otras razas y el 1.87% pertenecían a dos o más razas. Del total de la población el 3.09% eran hispanos o latinos de cualquier raza.